# Teklemariam Shanko
Teklemariam Shanko Balcha (amh. ተክለማርያም ሻንቆ; ur. 2 stycznia 1998 w Ziway) – piłkarz etiopski grający na pozycji bramkarza. Od 2022 jest zawodnikiem klubu Defence Force SC.

## Kariera klubowa
Swoją karierę piłkarską Teklemariam rozpoczął w klubie Addis Abeba City FC. W sezonie 2015/2016 zadebiutował w jego barwach w pierwszej lidze etiopskiej. W 2017 roku przeszedł do Hawassa City SC, a w 2019 został zawodnikiem Ethiopian Coffee, z którym w sezonie 2020/2021 wywalczył wicemistrzostwo Etiopii. W 2021 został piłkarzem Sidama Coffee SC. W 2022 przeszedł do Defence Force SC.

## Kariera reprezentacyjna
W reprezentacji Etiopii Teklemariam zadebiutował 12 października 2017 roku w zremisowanym 1:1 meczu Pucharu CECAFA 2017 z Ugandą rozegranym w Kakamedze. W 2022 roku został powołany do kadry na Puchar Narodów Afryki 2021. Rozegrał na nim trzy mecze grupowe: z Republiką Zielonego Przylądka (0:1), z Kamerunem (1:4) i z Burkiną Faso (1:1).